# 21504 Кейсіфрімен
21504 Кейсіфрімен (21504 Caseyfreeman) — астероїд головного поясу, відкритий 22 травня 1998 року.
Тіссеранів параметр щодо Юпітера — 3,369.